# 新美恵一
新美 恵一（にいみ けいいち、1968年4月3日 - ）は、愛知県出身の元競艇選手。

## 来歴
愛知県立半田工業高等学校卒業後、61期訓練生として本栖研修所に入り卒業後、1987年デビュー。同期には山崎義明らがいる。
1993年2月2日、尼崎競艇場にて開催された第7回新鋭王座決定戦でGI初優勝する。さらにこの年の12月23日、住之江競艇場にて開催された第8回賞金王決定戦においてSG初優出（決定戦は4着）。これを含め、SG優出は6回あったものの優勝はならなかった。一方G1優勝は10回を数え、通算優勝は57回。8382戦2226勝、生涯獲得賞金は14億7033万235円という成績を残している。
2023年は3月・4月に続けてフライングを起こし、90日間のフライング休みを消化した後8月17日から多摩川競艇で開催された「第3回内山信二杯」に出場したものの、初日第3レースで.06の非常識なフライングを喫し、これがきっかけとなって8月24日に引退届を提出、選手を引退した。

## 獲得タイトル

### GI
- 1993年2月2日、第7回 新鋭王座決定戦（尼崎競艇場）
- 1993年2月14日、第38回 東海地区選手権（津競艇場）
- 1998年1月18日、開設45周年記念（尼崎競艇場）
- 1999年2月21日、第44回 東海地区選手権（浜名湖競艇場）
- 2000年2月29日、ダイヤモンドカップ（下関競艇場）
- 2001年11月6日、開設49周年記念（若松競艇場）
- 2001年3月29日、GIモーターボート大賞（常滑競艇場）
- 2002年11月14日、開設50周年記念（若松競艇場）
- 2004年1月26日、開設50周年記念（浜名湖競艇場）
- 2006年11月16日、GIモーターボート大賞（蒲郡競艇場）